# José Buchs Echeandía
José Buchs Echeandía   (Santander, 16 de gener de 1896 - Madrid, 30 de gener de 1973) va ser un actor i director de cinema espanyol.

## Biografia
Va néixer en el si d'una família dedicada a la música. De fet, era net de Pedro Buchs, un conegut cantant d'òpera originari de Lorena. Per això, va començar a estudiar en l'Acadèmia de Música i Declamació, donant-se a conèixer com a actor de teatre. En 1911 va col·laborar en la pel·lícula El fantasma del fastillo amb el director i guionista Julio Roesset, pioner del cinema espanyol que havia emprès la realització de pel·lícules en les quals s'adaptaven obres teatrals contemporànies de prestigi, per a això es va valer d'un elenc d'intèrprets, procedents dels principals escenaris de la capital. Com a petit resum de la seva trajectòria cinematogràfica és destacable: actor al film Los intereses creados (1918), va ser també ajudant de direcció. Contractat per la productora Atlántida S.A. aconsegueix un gran èxit en 1921 amb la pel·lícula La verbena de la Paloma. Altres films destacats d'aquest director són La reina mora (1922), Carceleras (1922), Curro Vargas (1923), La medalla del torero (1925) i Isabel de Solís, reina de Granada (1931).
Buchs va ser codirector amb Roesset el 1919 amb La mesonera del Tormes, ¡A la orden, mi coronell! i El regalo del rey, usant com a base la història d'un dramaturg anomenat Carlos Arniches, les quals es van produir a través de la productora dels germans Perojo, Patria Films. Va instaurar els pilars de la indústria del cinema espanyol.
La productora que es va ensenyorir de Patria Films i Cantàbria, la Atlántida Cinematográfica, es va formar el 21 de maig de 1919 amb gran patrimoni de l'aristocràcia madrilenya, l'alta burgesia i del propi rei Alfons XIII; aquesta productora va deteriorar l'hegemonia cinematogràfica de Catalunya per als següents deu anys.
En 1921 va fer una adaptació de Roger Larocque la qual va portar al cinema amb el títol Víctima del Odio pero resultà un fracàs. La seva següent pel·lícula, La Señorita Inútil, tampoc posseïa un caràcter espanyol pel fet que es prenia massa referència de la narrativa francesa. Amb La Verbena de la Paloma va collir el seu èxit, ja que va tornar amb la temàtica espanyola.
En 1922, després de La Reina Mora i Carceleras que van triomfar i amb les quals Buchs va arribar a ser popular al cinema espanyol. En l'any vinent, va filmar El Pobre Valbuena i la sarsuela Doloretes que tenia una atmosfera valenciana idònia, i Curro Vargas on s'inspira en la novel·la El niño de la Bola.
Rosario la cortijera va ser un llargmetratge representat per Estrellita Castro i Pérez Tabernero amb el qual es va introduir en el món taurí a causa del seu argument amè però, desgraciadament, va resultar un èxit frustrat. Així i tot, en 1924 va repetir temàtica amb La Medalla del Torero, seguida de A fuerza de arrastrarse i Mancha que Limpia. Tot i que aquell any va destacar per Diego Corrientes.
José Buchs va marxar d' Atlántida Cinematográfica pels seus deutes que anaven augmentant i mancava de capitalització, encara que van tenir beneficis per les seves produccions; a més, els accionistes ja no tenien la possessió financera ni tampoc la relació excepcional amb Alfons XIII.
Buchs es decanta per formar la seva pròpia productora al costat del seu cunyat José Forns y Quadras. D'aquesta manera, comença un període on es dedica a l'adaptació de novel·les destacades del segle xix.

## Filmografia
- (1964)	Un whisky español
- (1959)	Cara de Goma
- (1954)	Brindis al cielo
- (1949)	Sol e Toiros
- (1948)	Aventuras de don Juan de Mairena
- (1944)	El ilustre Perea
- (1943)	Un caballero famoso
- (1942)	Flora y Mariana
- (1941)	Para ti es el mundo
- (1940)	En poder de Barba Azul
- (1940)	El rey que rabió
- (1939)	El rayo
- (1937)	Madre Alegría
- (1935)	El niño de las monjas (Curtmetratge)
- (1934)	Diez días millonaria
- (1934)	Dos mujeres y un Don Juan
- (1933)	Una morena y una rubia
- (1932)	Carceleras
- (1931)	Isabel de Solís, reina de Granada
- (1931)	Prim
- (1930)	El empecinado
- (1929)	El rey que rabió
- (1928)	El guerrillero
- (1928)	Los misterios de la imperial Toledo
- (1928)	Pepe-Hillo
- (1927)	Los aparecidos
- (1927)	El dos de mayo
- (1927)	El conde de Maravillas
- (1926)	La virgen de cristal
- (1926)	Pilar Guerra
- (1926)	Una extraña aventura de Luis Candelas
- (1925)	La hija del corregidor
- (1925)	El abuelo
- (1925)	La medalla del torero
- (1924)	Mancha que limpia
- (1924)	A fuerza de arrastrarse
- (1924)	Diego Corrientes
- (1924)	Rosario, la cortijera
- (1923)	El pobre Valbuena
- (1923)	Curro Vargas
- (1923)	Doloretes
- (1922)	La reina mora
- (1922)	Carceleras
- (1922)	Alma rifeña
- (1921)	La señorita inútil
- (1921)	La verbena de la Paloma
- (1921)	Víctima de la calumnia
- (1921)	Santander, años veinte
- (1921)	La inaccesible
- (1920)	La venganza del marino
- (1919)	¡A la orden, mi coronel!
- (1919)	¡Cuidado con los ladrones!
- (1919)	El regalo de reyes
- (1919)	La mesonera del Torme
- (1919)	Noche de reyes o El regalo de reyes
- (1911)	El fantasma del castillo